# Киёсато
Киёсато (яп. 清里町 Киёсато-тё:) — посёлок в Японии, находящийся в уезде Сяри округа Охотск губернаторства Хоккайдо. Площадь посёлка составляет 402,73 км², население — 4382 человека (30 июня 2014), плотность населения — 10,88 чел./км².

## Географическое положение
Посёлок расположен на острове Хоккайдо в губернаторстве Хоккайдо. С ним граничат посёлки Сяри, Косимидзу, Тесикага, Накасибецу, Сибецу.

## Население
Население посёлка составляет 4382 человека (30 июня 2014), а плотность — 10,88 чел./км². Изменение численности населения с 1980 по 2005 годы:
| 1980 | 6774 чел. |  |
| 1985 | 6355 чел. |  |
| 1990 | 6204 чел. |  |
| 1995 | 5705 чел. |  |
| 2000 | 5437 чел. |  |
| 2005 | 5025 чел. |  |

## Символика
Деревом посёлка считается тис остроконечный, цветком — гибискус сирийский.